# Euonymus
Euonymus (benvedssläktet) är ett släkte av benvedsväxter. Euonymus ingår i familjen Celastraceae.

## Dottertaxa tillEuonymus, i alfabetisk ordning[1]
- Euonymus acanthocarpus
- Euonymus acanthoxanthus
- Euonymus actinocarpus
- Euonymus aculeatus
- Euonymus aculeolus
- Euonymus acuminifolius
- Euonymus alatus
- Euonymus americanus
- Euonymus angulatus
- Euonymus atropurpureus
- Euonymus australianus
- Euonymus baekdusanensis
- Euonymus balansae
- Euonymus barberi
- Euonymus benguetensis
- Euonymus benthamii
- Euonymus bockii
- Euonymus boninensis
- Euonymus bullatus
- Euonymus carnosus
- Euonymus castaneifolius
- Euonymus centidens
- Euonymus chengiae
- Euonymus chenmoui
- Euonymus chiapensis
- Euonymus chibae
- Euonymus chloranthoides
- Euonymus chuii
- Euonymus cinereus
- Euonymus clivicolus
- Euonymus cochinchinensis
- Euonymus cornutus
- Euonymus corymbosus
- Euonymus costaricensis
- Euonymus crenulatus
- Euonymus dichotomus
- Euonymus dielsianus
- Euonymus distichus
- Euonymus dolichopus
- Euonymus eberhardtii
- Euonymus echinatus
- Euonymus elaeodendroides
- Euonymus enantiophyllus
- Euonymus europaeus (benved)
- Euonymus euscaphis
- Euonymus ficoides
- Euonymus fimbriatus
- Euonymus fortunei
- Euonymus frigidus
- Euonymus fusiformis
- Euonymus gibber
- Euonymus giraldii
- Euonymus glaber
- Euonymus glandulosus
- Euonymus gracillimus
- Euonymus grandiflorus
- Euonymus hainanensis
- Euonymus hamiltonianus
- Euonymus huangii
- Euonymus hui
- Euonymus hukuangensis
- Euonymus hupehensis
- Euonymus impressus
- Euonymus indicus
- Euonymus japonicus
- Euonymus javanicus
- Euonymus jinyangensis
- Euonymus kachinensis
- Euonymus kanyakumariensis
- Euonymus kengmaensis
- Euonymus kweichowensis
- Euonymus lanceolatus
- Euonymus latifolius (storbladig benved)
- Euonymus lawsonii
- Euonymus laxicymosus
- Euonymus laxiflorus
- Euonymus leishanensis
- Euonymus lichiangensis
- Euonymus lucidus
- Euonymus lutchuensis
- Euonymus maackii
- Euonymus macrocarpus
- Euonymus macropterus
- Euonymus melananthus
- Euonymus mexicanus
- Euonymus microcarpus
- Euonymus miniata
- Euonymus moluccensis
- Euonymus myrianthus
- Euonymus nanoides
- Euonymus nanus
- Euonymus nitidus
- Euonymus obovatus
- Euonymus occidentalis
- Euonymus oxyphyllus
- Euonymus parasimilis
- Euonymus percoriaceus
- Euonymus phellomanus
- Euonymus pittosporoides
- Euonymus pleurostylioides
- Euonymus potingensis
- Euonymus prismatomerioides
- Euonymus pseudovagans
- Euonymus recurvans
- Euonymus rehderianus
- Euonymus revolutus
- Euonymus rothschuhii
- Euonymus sachalinensis
- Euonymus salicifolius
- Euonymus sanguineus
- Euonymus schensianus
- Euonymus semenovii
- Euonymus serratifolius
- Euonymus sieboldianus
- Euonymus sootepensis
- Euonymus spraguei
- Euonymus stenophyllus
- Euonymus subcordatus
- Euonymus subsulcatus
- Euonymus szechuanensis
- Euonymus tashiroi
- Euonymus tenuiserratus
- Euonymus ternifolius
- Euonymus theacolus
- Euonymus theifolius
- Euonymus tingens
- Euonymus tonkinensis
- Euonymus tsoi
- Euonymus vaganoides
- Euonymus vagans
- Euonymus walkeri
- Euonymus velutinus
- Euonymus venosus
- Euonymus verrucocarpus
- Euonymus verrucosoides
- Euonymus verrucosus
- Euonymus viburnoides
- Euonymus wilsonii
- Euonymus wrayi
- Euonymus wui
- Euonymus yakushimensis
- Euonymus yunnanensis

## Bildgalleri

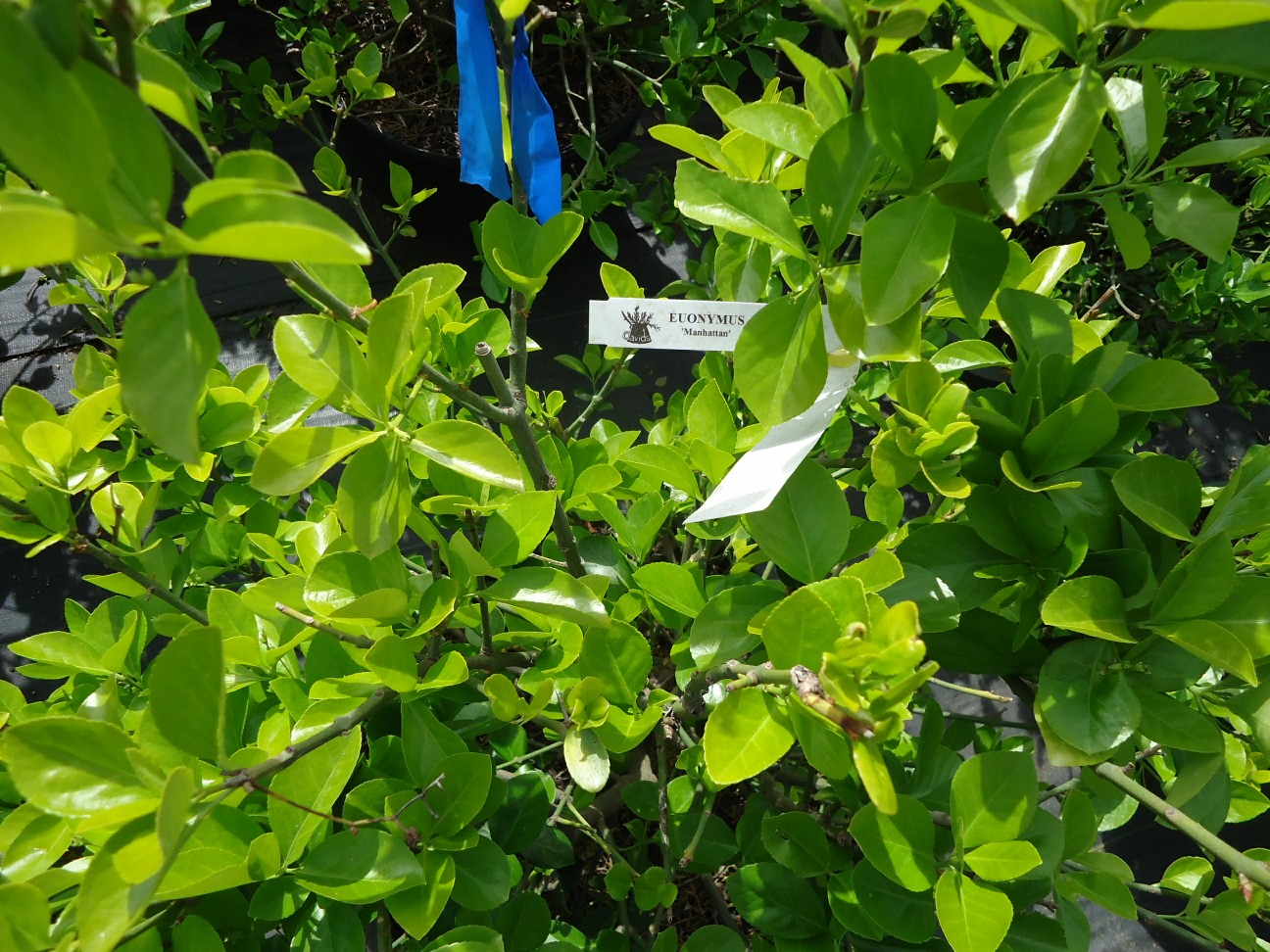